# Clifford Glenwood Shull
Clifford Glenwood Shull, ameriški fizik, * 23. september 1915, Pittsburgh, Pensilvanija, ZDA, † 31. marec 2001, Medford, Massachusetts, ZDA.
Shull je leta 1994 skupaj z Bertramom Nevilleom Brockhouseom prejel Nobelovo nagrado za fiziko za razvoj nevtronske sipalne tehnike, v keterem se s pomočjo toka nevtronov raziskuje atomska zgradba kapljevine ali trdnine.
1. 1 2  Encyclopædia Britannica
2. 1 2  Brockhaus Enzyklopädie